# 萨马尔卡
萨马尔卡（Samalkha），是印度哈里亚纳邦Panipat县的一个城镇。总人口29856（2001年）。

## 人口
该地2001年总人口29856人，其中男性16334人，女性13522人；0—6岁人口4374人，其中男2471人，女1903人；识字率67.93%，其中男性为73.73%，女性为60.92%。